# Polizeischule Litauens
Die Polizeischule Litauens (lit. Lietuvos policijos mokykla) ist eine  Ausbildungseinrichtung der Polizei Litauens in Mastaičiai, Rajongemeinde Kaunas, Litauen. Die Polizeischule wurde am 1. Oktober 2009 in der Stadt Trakai (Bezirk Vilnius) errichtet.  Es gibt Berufsausbildung (berufliche Aus- und Weiterbildung, Einführungsschulung, Fortbildung) in Form der Präsenz- und Distance Learning. Hier werden die Polizeibeamte für Polizei Litauens vorbereitet. Die Bildung dient der Bereitstellung spezifischer Fachkenntnisse und Fertigkeiten. Das Stipendium für Schüler beträgt von 163,17 bis 253,82 Euro. Nach Abschluss der Bildung wird eine Stelle bei der Polizei angeboten.
Der Gründer der Schule war litauischer Polizeigeneralkommissar, Leiter von Polizeidepartement am Innenministerium Litauens. In der Schule sind etwa 308 angestellte Mitarbeiter beschäftigt (Stand: 2024). Es gibt Abteilung Klaipėda.
Die Schule befindet sich im ehemaligen Gebäude von Fakultät für Landschaftskunde des Kollegs Kaunas.

## Programme
Ausbildungsprogramme zur Schulung von Beamten an vorderster Front:
- Berufliche Erstausbildung (9 Monate) für Personen mit Sekundarschulbildung;
- Für Personen mit Hochschulbildung: Einführungsschulung (6 Wochen).